# Madone dorée
La Madone dorée est une statue de Vierge à l’Enfant en bois couvert de feuilles d’or et de pierreries. Réalisée avant 1022, il s’agit de l’une des plus anciennes sculptures en trois dimensions de l’occident médiéval. Elle est exposée au musée de la cathédrale de Hildesheim.

## Description
La statue représente une Vierge à l’Enfant (la « Madone » française) sous la forme du trône de la Sagesse. L’œuvre mesure 56,6 × 25,5 cm  et est entièrement réalisée en ronde-bosse. Elle est composée d’une âme en bois de tilleul recouverte de feuilles d’or. les manches et le col du manteau de la Vierge sont par ailleurs ornées de larges bandes d’or décorées de filigranes et incrustées de pierreries.
L’œuvre est assez endommagée et a notamment perdu les deux têtes d’origine, ainsi que toutes les mains à l’exception de la main gauche de la Vierge. La pose est frontale et assez raide, mais un soin particulier a été porté au rendu des vêtements, dont les plis et les ornements sont rendus avec une grande finesse.

## Historique
Cette statue est l’une des plus anciennes sculptures en trois dimensions connue dans l’occident médiéval. Sa date de réalisation n’est pas connue avec exactitude mais se situe très probablement avant 1022. Bien qu’il n’y ait pas de preuve directe, ses caractéristiques stylistiques indiquent en effet une réalisation commanditée par Bernward de Hildesheim. Elle est en particulier proche de la Vierge en majesté représentée dans l’évangéliaire de Bernward, bien qu’elle ait pu être réalisé d’après un modèle provenant de la région rhénane. Elle est en effet similaire à une statuette en ivoire de l’Altertumsmuseum de Mayence qui a été réalisée à la même époque à Mayence ou Trêves.
Une partie de la dorure est volée au début du XIIIe siècle. Une restauration s’ensuit dans les années 1220-1230, pendant laquelle une grande partie de la dorure est refaite et des bandes filigranées ornées de pierreries sont ajoutées sur le col et les manches du manteau de la Vierge. À cette époque la statue se trouve sur l’autel majeur de la cathédrale de Hildesheim, à côté du Chef-reliquaire de saint Oswald. Les sources indiquent que la statue est vénérée par les fidèles, qui y accrochent des bijoux en offrandes. L’inventaire de 1438 répertorie ainsi plus d’une centaine d’anneaux, d’épingles, de broches et de chaînes accrochées à la statue.
Au moins une autre restauration ancienne a lieu en 1664, mais certaines parties semblent encore avoir été remplacées à une date ultérieure indéterminée. Les dernières restaurations datent de 1950 et ont principalement concernée l’âme en bois, ces travaux ayant toutefois imposé de retirer la dorure.